# Ronald A. Katz
Ronald A. Katz (* 10. März 1936 in Cleveland, Cuyahoga County, Ohio; † 28. März 2025) war ein US-amerikanischer Erfinder, Unternehmer und Präsident der Ronald A. Katz Technology Licensing LP.

## Leben und Karriere
Seine Erfindungen, für die er über 50 US-Patente hielt, entwickelte er in der Hauptsache auf dem Gebiet der automatisierten Call-Center-Technologie, und sie betreffen gebührenfreie Rufnummern (toll free numbers), automatisierte Anrufweiterleitung, automatisierte Anrufverteilung, Sprachdialogsysteme, Computer Telephony Integration, Spracherkennung und vieles mehr.
1961 war Katz Mitbegründer der Telecredit, Inc., des ersten Unternehmens, das es Kaufleuten ermöglichte, Schecks per Telefon automatisiert zu überprüfen, ohne die Hilfe eines Live-Operators in Anspruch nehmen zu müssen.
1988 ging er eine Partnerschaft mit American Express ein, aus der später die First Data Corporation hervorging.
Später gründete er die Ronald A. Katz Technology Licensing, L. P. (RAKTL) mit dem Hauptzweck der Lizenzierung seines Patent-Portfolios gegenüber Unternehmen, die sich automatisierter Call-Center-Technologie bedienen. Bisher haben über 150 Unternehmen solche Lizenzen erworben und über eine Milliarde USD an Lizenzgebühren entrichtet, darunter AT&T, die Bank of America, die Citibank, Delta Air Lines, Hewlett-Packard, Home Shopping Network, IBM, Microsoft, Sears, Roebuck and Company, Wachovia, Wells Fargo und TD Ameritrade. 
Katz wurde wegen seines eigennützigen und aggressiven Vorgehens Patent-Trollerei vorgeworfen. Seine Patentbeschreibungen haben gewöhnlich einen Umfang von 20 bis 40 Seiten, gefolgt von Hunderten von Seiten, die die Ansprüche beschreiben, die daraus erwachsen. Unternehmen, die sich weigern, seine Lizenzen zu nutzen, wurden und werden von seinen Anwälten zuweilen mit Prozessen überzogen.
Für verschiedene seiner Patente wurde seitens des Direktors des United States Patent and Trademark Office eine amtliche Überprüfung angeordnet.
Ronald Katz kam aus einer jüdischen Showbusiness-Familie und war der Sohn des Komikers und Schauspielers Mickey Katz (1909–1985). Sein älterer Bruder Joel Grey ist ein Schauspieler und Oscarpreisträger, seine Nichte Jennifer Grey wurde insbesondere als Hauptdarstellerin von Dirty Dancing berühmt. 2019 geriet Ronald Katz in die Schlagzeilen, als ihm Schmuckgegenstände im Wert von 300.000 Dollar gestohlen wurden.